# 이미 가르시아
이미 가르시아(Yimi Garcia, 1990년 8월 18일 ~ )는 도미니카 공화국의 야구 선수로, 메이저 리그에 소속되어 있는 토론토 블루제이스의 투수이다.